# Crystals de Montréal

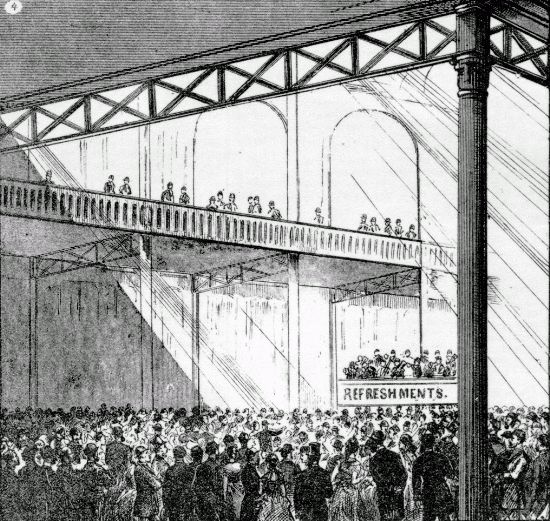
L'intérieur de la patinoire de l'équipe.

Les Crystals de Montréal sont une équipe amateur de hockey sur glace, principalement composée de Montréalais d'origine irlandaise. L'équipe tire son nom de celui de sa patinoire, le Crystal Palace.

## Historique
Les Crystals font leurs débuts en jouant lors du deuxième Carnaval d'hiver de Montréal de 1884 avec quatre autres équipes; le tournoi étant remporté l'équipe de l'Université McGill. L'année suivante, le tournoi de hockey du Carnaval compte six équipes et est joué dans le Crystal Palace. En 1886, avec l'ajout d'équipes, il est décidé de mettre en place une sorte de championnat qui dure tout l'hiver. Deux divisions sont mises en place et l'équipe des Crystals joue la finale contre celle de Québec sur la patinoire des joueurs de Montréal. En raison d'un jeu agressif des joueurs des Crystals, plusieurs joueurs de Québec ne peuvent finir le match et les arbitres sacre championne la formation de Montréal.
À la suite de cette première saison, les équipes décident de créer l'Association de hockey amateur du Canada (souvent désignée par le sigle AHAC). L'équipe des Crystals débutent la première saison en tant que champions : il est en effet décidé  que chaque semaine le champion remette son titre en jeu et que le champion final soit celui qui remporte la dernière rencontre de la saison.
En 1895, l'équipe est remplacée dans l'AHAC par les Shamrocks de Montréal.